# Asphondylia digerae
Asphondylia digerae är en tvåvingeart som beskrevs av Mani 1943. Asphondylia digerae ingår i släktet Asphondylia och familjen gallmyggor. Inga underarter finns listade i Catalogue of Life.